# Río Shosha
El río Shosha (del ruso: Шо́ша) es un río de los óblast de Tver y Moscú, en Rusia. Es una afluente por la orilla derecha del Volga.

## Geografía
El río Shosha nace en las Alturas de Moscú a unos 4 km de la estación del ferrocarril Moscú-Riga de Kniazi Gory. En su curso superior el río es muy tortuoso, de lecho pedregoso, de orillas bajas pero abrupto. Más abajo del pueblo de Turgínovo, el río se amplia, generando zonas pantanosas en sus orillas. Tras recibir las aguas del río Lama, su principal afluente, desemboca en el embalse de Ivánkovo.
Tiene una longitud de 163 km, irriga una cuenca de 3.080 km² y a 51 km de su desembocadura tiene un caudal medio de 8.5 m³/s. La época de inundación del río es abril, tras el deshacerse el hielo que cubre el río generalmente desde principios de enero a finales de marzo (el deshielo es generalmente corto, de 3 a 5 días).
Este río es popular para los aficionados a la pesca, y en él se pueden encontrar especies como el rutilo, el ido, la brema o la bagra.